# Người cổ đại ở Đông Nam Á
Khu vực Đông Nam Á được coi là nơi có thể tìm thấy bằng chứng về di cốt người cổ xưa, do là con đường di cư của nhiều dòng người sơ khai ra khỏi châu Phi qua lục địa Đông Nam Á đến Australia.

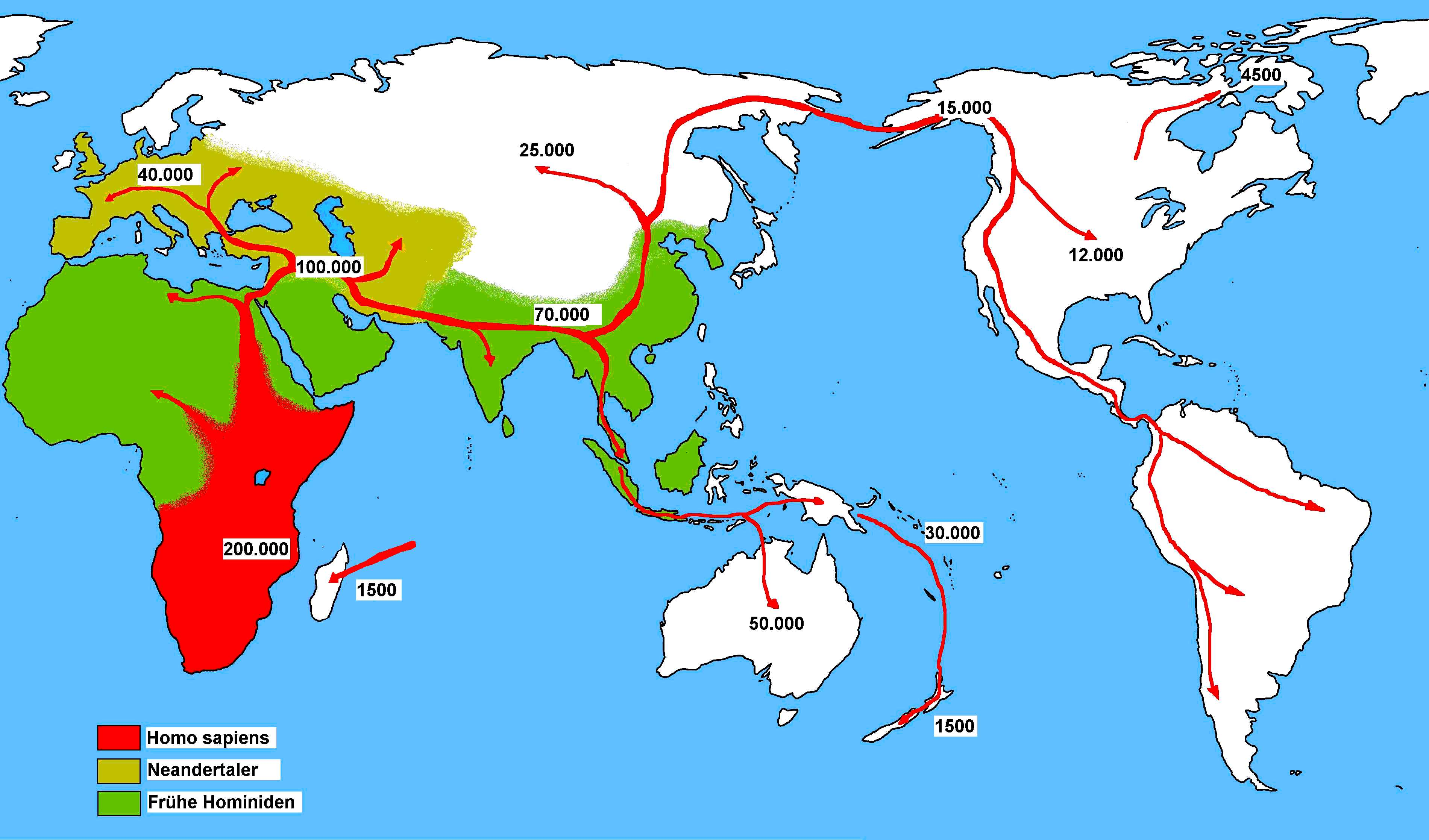
Các cuộc di cư sớm của loài người

Các bằng chứng về người cổ xưa đầu tiên được Eugène Dubois tìm thấy vào những năm 1891 - 1892 ở Di chỉ Trinil miền trung Java của Indonesia. Sau đó năm 1937 Gustav Heinrich Ralph von Koenigswald tìm thấy tại Sangiran . Năm 1996, Sangiran đã được UNESCO công nhận là Di sản thế giới với tên gọi là "Di chỉ người tiền sử Sangiran".
Hộp sọ và các vật liệu hóa thạch này là Homo erectus, hoặc Eugène Dubois đặt tên là Pithecanthropus erectus (Java Man), còn G.H.R. van Koenigswald đặt tên là Meganthropus palaeojavanicus. Các di cốt đã được Swisher et al xác định niên đại là cỡ 1,88 và 1,66 Ma (Ma: Megaannum; triệu năm), theo phương pháp xác định niên đại đá núi lửa.